# روبرت كليفورد
روبرت كليفورد (بالإنجليزية: Robert Clifford)‏ (8 مارس 1752 - 18 أبريل 1811) هو لاعب كريكت بريطاني (وحمل سابقاً جنسية المملكة المتحدة لبريطانيا العظمى وأيرلندا).

## وصلات خارجية
- روبرت كليفورد على موقع إي آس بي آن كريك إنفو (الإنجليزية)